# Game Builder Garage
Game Builder Garage este un joc creat și publicat de Nintendo pentru Nintendo Switch. A fost anunțat pe 5 mai 2021 și a fost lansat pe 11 iunie 2021.